# Jonkheer
Jonkheer en jonkvrouw zijn adellijke predicaten in Nederland en adellijke titels in België (arrest van het Hof van Cassatie, 1927). De afkortingen voor jonkheer en jonkvrouw zijn respectievelijk jhr. en jkvr. Beide dienen met kleine letters te worden geschreven.

Rangkroon van een jonkheer

## Oorsprong
De titel jonkheer vindt zijn oorsprong in de Middeleeuwen in het Duitse-taalgebied van continentaal Europa, waaronder ook het huidige Vlaamse Gewest van België en het huidige Nederland vallen. In deze gebieden was het gebruikelijk dat alleen het hoofd van de meeste adellijke families een titel droeg. De zonen van het familiehoofd droegen dan de titel Junker of Jonkheer. Etymologisch is dit vrijwel gelijk aan “jonge heer”. Voor dochters gold de vrouwelijke vorm jonkvrouw.
Het equivalent van deze titel in andere Europese landen was min of meer Edler (in Oostenrijk), Nobile (in Italië), Junker (in Duitsland) en Yoncre (in Zwitserland). In Duitsland kreeg de term Junker in de late negentiende eeuw een militaristische connotatie die in de Nederlandse term ontbreekt.
De rang van jonkheer wordt soms vergeleken met, maar is slechts in beperkte mate historisch gelijkwaardig aan de titels Écuyer (in Frankrijk) en Esquire of Squire (in Groot-Brittannië), hoewel beide termen niet dezelfde betekenis of oorsprong hebben als Junker. Écuyer en Squire kunnen beide als schildknaap vertaald worden, wat wijst op de oorsprong van deze benamingen. Men moet het ook niet verwarren met, en het heeft ook niet dezelfde betekenis als, het moderne Engelse algemene gebruik van Esquire, met de bijbehorende afkorting Esq., dat als een louter beleefdheidstitel soms na de familienaam van een persoon wordt geplaatst.
Hoewel de titels Écuyer en Squire historisch een andere oorsprong hebben dan Jonkheer, ontwikkelden zij zich in de loop van de tijd tot sociale aanduidingen van een vergelijkbaar adellijk niveau. In sommige Europese landen fungeerden deze benamingen als titel voor bepaalde leden van de lagere adel die wel tot de erkende aristocratie behoorden, maar geen hogere erfelijke titel voerden. In België, als een resultaat van juridische en administratieve ontwikkelingen, worden Écuyer en Jonkheer tegenwoordig vaak als gelijkwaardig beschouwd en in de praktijk door elkaar gebruikt, zowel in officiële documenten als in het maatschappelijk verkeer. Deze gelijkstelling werd mede bevestigd door een arrest van het Belgische Hof van Cassatie uit 1927, waarin Jonkheer als een officiële adellijke titel werd erkend.

## Predicaat (Nederland)
Dit predicaat wordt gevoerd door de meeste burgers met een adellijke titel. In Nederland duidt het dat men niet een adellijke titel heeft.
In België is sinds en ingevolge het arrest van het Hof van cassatie in 1927, Jonkheer een volwaardige adellijke titel.
Het predicaat (of titel in België) wordt voor de volledige naam geplaatst. Een paar voorbeelden:
- jhr. mr. X.Y.Z. Teding van Berkhout
- De echtgenote van een Nederlandse jonkheer voert geen predicaat. De juiste vorm is dan Mevrouw X.Y.Z. Teding van Berkhout (met de initialen van haar echtgenoot) of Mevrouw G.H. Teding van Berkhout-Bakker (met haar eigen initialen. Adresseert men beiden, dan wordt het Jonkheer en Mevrouw X.Y.Z. Teding van Berkhout of jhr. en mevrouw Teding van Berkhout-Bakker. In de privé sfeer gebeurt het in België dat zowel in het Nederlands als in het Frans 'Jonkheer en Jonkvrouw' (of Jonkvrouwe bij oudere dames) wordt gebruikt.
- De ongehuwde dochter van een jonkheer is een jonkvrouw, bijvoorbeeld jkvr. A.B.C. Teding van Berkhout. Als zij trouwt verliest haar naam het predicaat. Zij wordt dan Mevrouw X.X. Bakker (met de initialen van haar echtgenoot) of Mevrouw Bakker-Teding van Berkhout, eventueel met toevoeging van haar eigen initialen. Zij blijft in haar documentatie wel gewoon het predicaat voeren, net als haar meisjesnaam.
- In België maakt de titel 'jonkheer' of 'jonkvrouw', net als een andere adellijke titel, deel uit van de familienaam en wordt aldus vermeld in akten van de burgerlijke stand en op identiteitsbewijzen.

### In combinatie met academische of ambtelijke titels
- Academische titels worden direct voor de initialen geplaatst en dus na het predicaat, het wordt jhr. mr. A. de Jonge.
- Ambtelijke titels worden voor de gehele naam en dus ook voor het predicaat geplaatst, het wordt prof. jhr. A. de Jonge.
- In combinatie wordt het prof. jhr. mr. A. de Jonge.
- Echter kan het voorkomen dat de titel ook achter de naam komt. Bij een registeraccountant zou het worden: "jhr. A. de Jonge RA".

Het predicaat jonkheer wordt door sommige families gebruikt als titel. Zo gebruikt de koninklijke familie van Nederland de titel Jonkheer van Amsberg, zie hieronder.

### Jonkheer van Amsberg
De koninklijke familie van Nederland gebruikt het predicaat "Jonkheer" de laatste jaren als een titel. De zonen en kleinkinderen van prins Claus plaatsen de aanduiding Jonkheer van Amsberg ná hun koninklijke of prinselijke titels. Daarmee is in dit geval de betekenis van de naam jonkheer dus zozeer veranderd dat het, althans voor de familie Van Oranje-Nassau, een titel is geworden.

## Titel (België)
In België is "jonkheer" of "jonkvrouw" een titel, sinds het arrest van het Hof van Cassatie in 1927. Hij wordt gedragen door leden van de erfelijke adel die geen hogere titel bezitten (vaak zonen of dochters van edellieden) en door personen aan wie persoonlijke of erfelijke adeldom is verleend, zonder hogere titel.

## Rangkroon
Volgens besluit van koning Willem I der Nederlanden in 1817 mogen jonkheren of jonkvrouwen in Nederland én België de rangkroon van een (erf)ridder boven hun familiewapen voeren, en zijn dus als zodanig te herkennen. Deze kroon bestaat uit een ring van effen goud (zonder edelstenen) met daarop vijf gouden punten met op ieder top een parel. Bovendien is de ring omwikkeld met een snoer van parels.